# Einari Teräsvirta
Einari Teräsvirta (n. 17 decembrie 1914, Vîborg, Marele Principat al Finlandei, Imperiul Rus – d. 23 noiembrie 1995, Helsingfors, Finlanda) a fost un arhitect ce a reprezentat Finlanda, medaliat olimpic. A participat la 2 ediții ale Jocurilor Olimpice (1932, 1948) în care a câștigat o medalie de bronz.